# Montañas Simen
Las montañas Simen son un sistema montañoso que se extiende al norte de Etiopía, en la región Amhara. Está ubicado en la zona de Gondar, al noreste de la ciudad homónima. Constituyen un sitio declarado Patrimonio de la Humanidad por la Unesco, e incluye además el parque nacional de Simen. 

## Características
Está compuesto por mesetas separadas por valles, y por pináculos que se elevan por sobre los 4000 m s. n. m.. El punto más elevado es el monte Ras Dejen con 4543 metros sobre el nivel del mar, la montaña más alta de Etiopía. Destacan además otras cumbres como el Abba YYared de 4460 m s. n. m., y el Biuat, con 4437 m s. n. m. Es uno de los poco lugares de África donde nieva con regularidad.
A pesar de su carácter escarpado y de su altura, las montañas presentan numerosos pueblos y villorrios. Históricamente estaban habitadas por los judíos de Etiopía, sin embargo, luego de repetidos ataques de los emperadores cristianos, en el siglo XV se retiraron a la antigua provincia de Dembiya, en la actual zona de Gondar, en la región Amhara.

## Toponimia
Si bien el nombre de las montañas en amárico (siemen) significa "norte", de acuerdo a Richard Pankhurst, la forma ancestral de la palabra significa "sur" en lengua gueza, pues dichas montañas estaban situadas al sur de Aksum, el centro de la antigua civilización etíope.

## Fauna

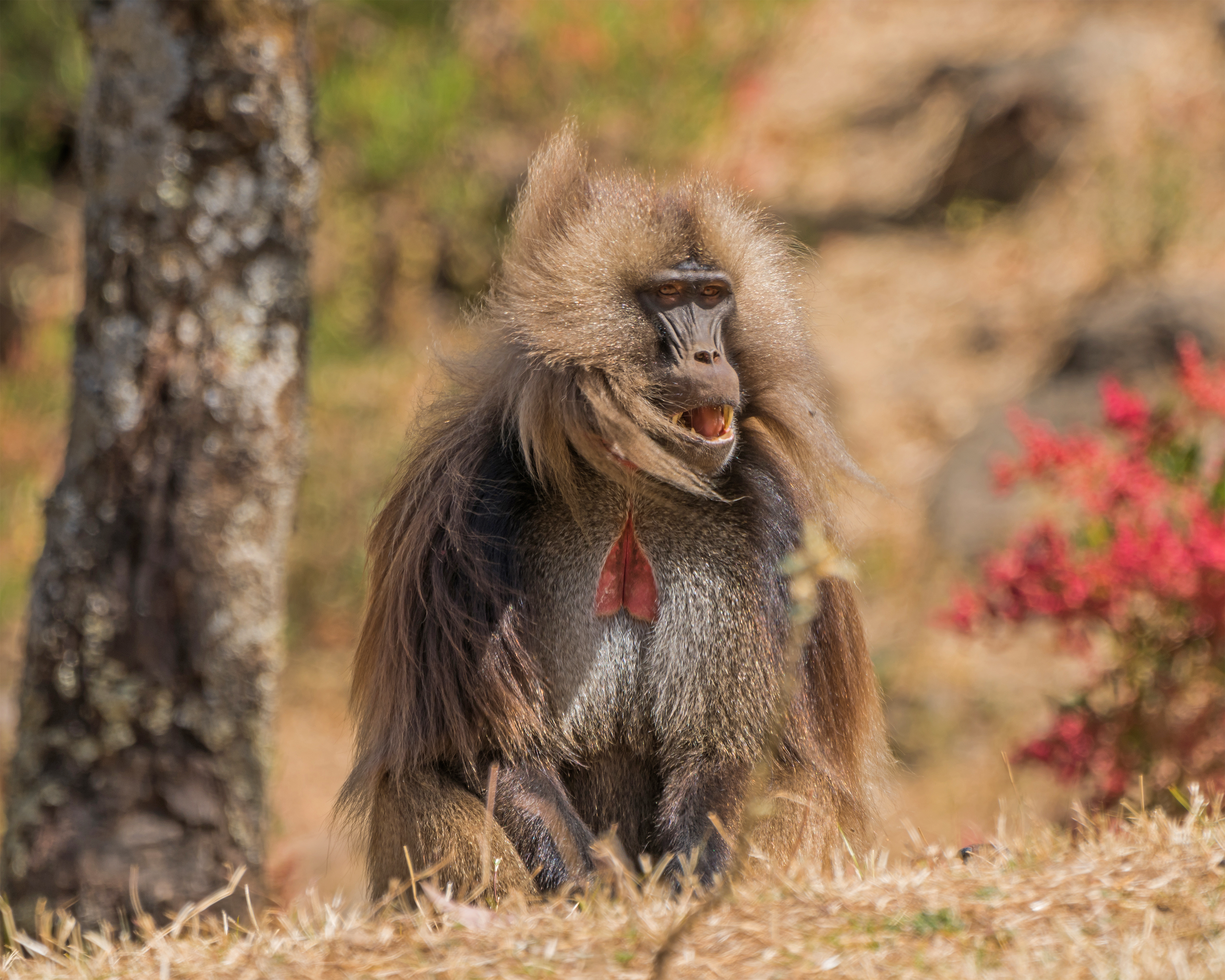
Gelada.

Su laderas sirven de ecosistema para diversas especies de animales, varias de las cuales son endémicas, tales como la cabra walie, el zorro etíope (chacal de Simen) o el gelada, un tipo de babuino que solo sobrevive en las tierras altas etíopes y eritreas.